# Stephanie Geise
Stephanie Geise (* 21. Februar 1979 in Dortmund) ist eine deutsche Kommunikationswissenschaftlerin.

## Leben
Sie absolvierte ein Studium der Betriebswirtschaftslehre in Essen, das sie als Diplom-Kauffrau (FH) abschloss. Danach arbeitete sie von 1998 bis 2002 im Bereich Marketing für die  Aral AG & Co. KG. Von 2001 bis 2005 schloss sie ein Zweitstudium in Soziologie, Kommunikationswissenschaft und Kunstgeschichte an der Universität Augsburg an. An der Universität Hohenheim wurde sie 2011 mit einer Schrift über Wahlwerbung promoviert.
Geise war Akademische Rätin im Fachgebiet Kommunikations- und Medienwissenschaft mit Schwerpunkt Empirische Kommunikationsforschung und Methoden an der Universität Erfurt (2010–2016). 
Nach der Habilitation 2015 an der Universität Erfurt wurde sie 2022 zur Universitätsprofessorin (W2) für Kommunikations- und Medienwissenschaft mit Schwerpunkt Methodeninnovationen am Zentrum für Medien-, Kommunikations- und Informationsforschung (ZeMKI) an der Universität Bremen ernannt.
Ihre Arbeitsschwerpunkte sind politische Kommunikation, visuelle Kommunikation, digitale Kommunikation, Methoden der empirischen Kommunikationsforschung, insbesondere computerbasierte Beobachtungsverfahren, Prozesse der Medienrezeption und Medienwirkung, politische Partizipation sowie politischer Protest bzw. Protestbewegungen.

## Schriften (Auswahl)
- mit Christian Loffing: Personalentwicklung in der Pflege. Huber, Bern 2005, ISBN 978-3-456-84239-4.
- Vision that matters. Die Funktions- und Wirkungslogik visueller politischer Kommunikation am Beispiel des Wahlplakats. VS-Verlag, Wiesbaden 2011, ISBN 978-3-531-17819-6.
- mit Marion G. Müller: Grundlagen der visuellen Kommunikation. 2. Auflage. UVK Verlagsgesellschaft mbH, Konstanz 2015, ISBN 978-3-8252-2414-1.
- Meinungsführer und der „flow of communication“. Nomos, Baden-Baden 2017, ISBN 978-3-8487-3229-6.